# 福島 E.文彦
福島 E.文彦（ふくしま E. ふみひこ、本名：エドワルド・フミヒコ・フクシマ、Edwardo Fumihiko Fukushima、1967年4月14日 - ）、は、ブラジル出身のロボット工学者。学位は、博士（工学）（東京工業大学）。ロボット用モータードライバー「TITech Driver」の開発者。移動ロボットの駆動系や制御系、システムインテグレーションを専門とし、人道的地雷探査ロボット「GRYPHON」や、ロボットのシリアル通信システム「TITech Wire」の開発でも活躍した。
東京工業大学広瀬茂男研究室の助手、准教授を経て、2014年より東京工科大学教授。2000年 日本ロボット学会 第5回実用化技術賞、2009年 計測自動制御学会 システムインテグレーション部門賞 部門技術業績賞受賞。

## 来歴
1989年、ブラジルの連邦工業教育センターのひとつであるパラナ国立工業大学の電気・電子工学科を卒業し、その後、東京工業大学大学院理工学研究科機械物理工学専攻に進学。ロボット工学を専門とする広瀬茂男の研究室で研究を開始する。1993年には修士課程を修了し、1994年8月から同大学工学部機械宇宙学科の助手となる。引き続き広瀬のもとで研究を続け、蛇型ロボットの一種「節体幹型移動ロボット」の研究で2002年に学位を取得する。
この間、東京大学の井上博允が推進する重点領域研究の一環で、1995年頃から四足歩行ロボットのプラットフォーム開発に参加することになり、福島はこのロボット用のモータードライバ「TITech Driver」を開発する。この「TITech Driver」は単独で商品化され、幾度かのヴァージョンアップがなされた。このプロジェクトにより2000年に日本ロボット学会 第5回実用化技術賞を、一連の「TITech Driver」の開発で計測自動制御学会システムインテグレーション部門技術業績賞を受賞している。
また、2001年頃から人道的地雷探査ロボットの開発に取り組むようになる。当初は歩行ロボットを検討していたが、現場の実際を考慮し、バギー車を改良したロボット「GRYPHON」を開発。2005年には香川県における国内実証試験、2006年にはカンボジア王国における実証試験に参加した。なお、この間、2006年には大学院理工学研究科機械宇宙システム専攻で助教授に昇任している（制度変更により2007年より准教授）。
2014年10月に東京工科大学メディア学部教授、2015年からは同大学工学部機械工学科教授、および東京工業大学鈴森・遠藤研究室連携教授。

## 略歴
- 1989年 - パラナ国立工業大学 電気・電子工学科 卒業[3]
- 1993年 - 東京工業大学 大学院理工学研究科 機械物理工学専攻 修士課程 修了[3]
- 1994年8月 - 東京工業大学 工学部機械宇宙学科 助手[6][9]
- 2000年12月 - 東京工業大学 大学院理工学研究科 機械宇宙システム専攻 助手[6]
- 2001年8月 - スタンフォード大学 客員研究員（12月まで）[4][2]
- 2002年6月 - 東京工業大学にて博士（工学）の学位を取得[5]
- 2004年8月 - チューリッヒ大学 客員研究員（9月まで）[4][6]
- 2006年11月 - 東京工業大学 大学院理工学研究科 助教授（2007年より准教授）[13][9]
- 2014年10月 - 東京工科大学メディア学部 教授
- 2015年4月 - 東京工科大学工学部 機械工学科 教授

## 主な受賞歴
- 2000年 - 日本ロボット学会 第5回実用化技術賞[注 2]
- 2009年 - 計測自動制御学会 システムインテグレーション部門賞 部門技術業績賞[注 3]
- 2010年 - 第4回 ロボット大賞 中小企業基盤整備機構理事長賞[注 4]

## 著作

### 学位論文
- 福島E.文彦『節体幹型移動ロボットの機構と制御に関する研究』東京工業大学〈博士論文（乙第3610号）〉、2002年6月30日。

### 著書（監修）
- Olaf Pfeifferほか 『CANおよびCANopenによる組み込みネットワーク』 シュタールジャパン、2006年、ISBN 978-4381088581

### 解説
- 福島E.文彦、広瀬茂男「移動コンポーネントと駆動・制御・センサ系の統合」『日本ロボット学会誌』第21巻第1号、2003年、27-29頁。
- 福島E.文彦「第3章 PID制御の理論と評価,応答波形によるゲイン・チューニング 実践的PID制御入門」『インターフェース』第31巻第2号、2005年2月、63-74頁。[注 5]
- 福島E.文彦「第4章 要求を満たすモータを探そう モータの選定とサーボ機構の設計手法」『インターフェース』第31巻第2号、2005年2月、75-79頁。[注 5]
- 広瀬茂男、福島E.文彦、有川敬輔、片桐正春「普及型4足歩行ロボットTITAN-VIIIとモータドライバTITECH Driverの開発」『日本ロボット学会誌』第23巻第2号、2005年、172-176頁。
- 福島E.文彦、広瀬茂男「人道的地雷探査システムの実用化に向けて－遠隔操作アーム搭載バキー車両GRYPHONの開発」『計測と制御』第45巻第6号、2006年、529-534頁。
- 米田完、福島E.文彦、並木明夫、金山尚樹「ロボット用アクチュエータへの期待と夢」『日本ロボット学会誌』第25巻第7号、2007年、1050-1056頁。
- 福島E.文彦「実用ロボットに使える通信技術」『日本ロボット学会誌』第26巻第2号、2008年、122-125頁。